# Meredith Colket
Meredith Bright Colket (* 19. November 1878 in Philadelphia (Pennsylvania); † 7. Juni 1947, Bryn Mawr (Pennsylvania)) war ein US-amerikanischer Leichtathlet und Medaillengewinner bei Olympischen Spielen.
Colket war seit 1897 Student an der University of Pennsylvania, wo er 1904 einen Abschluss als Jurist erlangte. Während dieser Zeit war er Mitglied der Studentenverbindung FIJI (Phi Gamma Delta), zu der auch sein Studienkollege George Orton gehörte. Sportlich betätigte sich Colket hauptsächlich als Tennisspieler. Sein fehlendes Talent hierfür glich er mit Kampfeskraft aus.
Seinen größten sportlichen Erfolg errang Colket jedoch in einer anderen Sportart, im Stabhochsprung. Bei den Olympischen Sommerspielen 1900 in Paris belegte er den zweiten Platz hinter seinem Landsmann und Studienkollegen Irving Baxter. Seine gute Platzierung verdankte er jedoch der Tatsache, dass mehrere der besten Stabhochspringer jener Zeit nicht am Wettbewerb teilnahmen, weil der eigentlich für Samstag geplante Wettkampf auf Sonntag verlegt wurde. Die drei streng gläubigen Stabhochspringer Charles Dvorak, Bascom Johnson und Daniel Horton, dessen Religion jeglichen Sport an einem Sonntag verbot, verzichteten auf ihre Mitwirkung. Zwei in den Folgetagen abgehaltene Wettkämpfe zur Revanche wurden von ihnen mühelos gewonnen.
Die Platzierungen bei Olympischen Spielen für Meredith Bright Colket:
- II. Olympische Sommerspiele 1900, Paris
  - Stabhochsprung – Silber mit 3,25 m (Gold an Irving Baxter, USA mit 3,30 m; Bronze an Carl Albert Andersen, NOR mit 3,20 m)

Der Erfolg in Paris hatte auf Colkets sportliche Orientierung keinen großen Einfluss. Er widmete sich nach wie vor lieber dem Tennis, wurde 1903 Studentenmeister im Doppel und verhalf 1904 seiner Universität zur Meisterschaft.
Nach Beendigung seiner sportlichen Laufbahn war er als Bevollmächtigter der General Accident Insurance Company tätig. Er starb 1947 an einem Herzanfall.
Sein gleichnamiger Sohn (Meredith Bright Colket jr., 1912–1985) konnte sich als Genealoge einen Namen machen.